# NGC 6685
NGC 6685 је елиптична галаксија у сазвежђу Лира која се налази на NGC листи објеката дубоког неба.
Деклинација објекта је + 39° 58' 56" а ректасцензија 18h 39m 58,6s. Привидна величина (магнитуда) објекта NGC 6685 износи 13,4 а фотографска магнитуда 14,4. NGC 6685 је још познат и под ознакама UGC 11317, MCG 7-38-15, CGCG 228-21, NPM1G +39.0492, PGC 62220.